# 1447
Rok 1447 (MCDXLVII) byl nepřestupný rok, který podle juliánského kalendáře započal nedělí. 
Podle židovského kalendáře došlo k přelomu let 5207 a 5208. Podle islámského kalendáře započal dne 28. března rok 851. 

## Události
- 06. března – Papež Mikuláš V. střídá ve funkci papeže Evžena IV. a stává se tak v pořadí 208. papežem
- 16. března – Centrum španělského města Valencie zasáhl masivní požár
- 15. července – Španělská inkvizice byla znovu obnovena.
- Prosinec
  - Byl zavražděn valašský kníže Vlad II. Dracul a jeho nejstarší syn Mircea II. Na valašském trůnu jej vystřídal Vladislav II. Valašský za pomocí Jana Hunyadiho.
  - Započala roční Albánsko-Benátská válka.

### Probíhající události
- 1436–1449 – Lučchuan-pchingmienské války
- 1447–1448 – Albánsko-benátská válka

## Narození

### Česko
- Jan II. ze Šelmberka, nejvyšší kancléř a komorník Českého království († 1508)

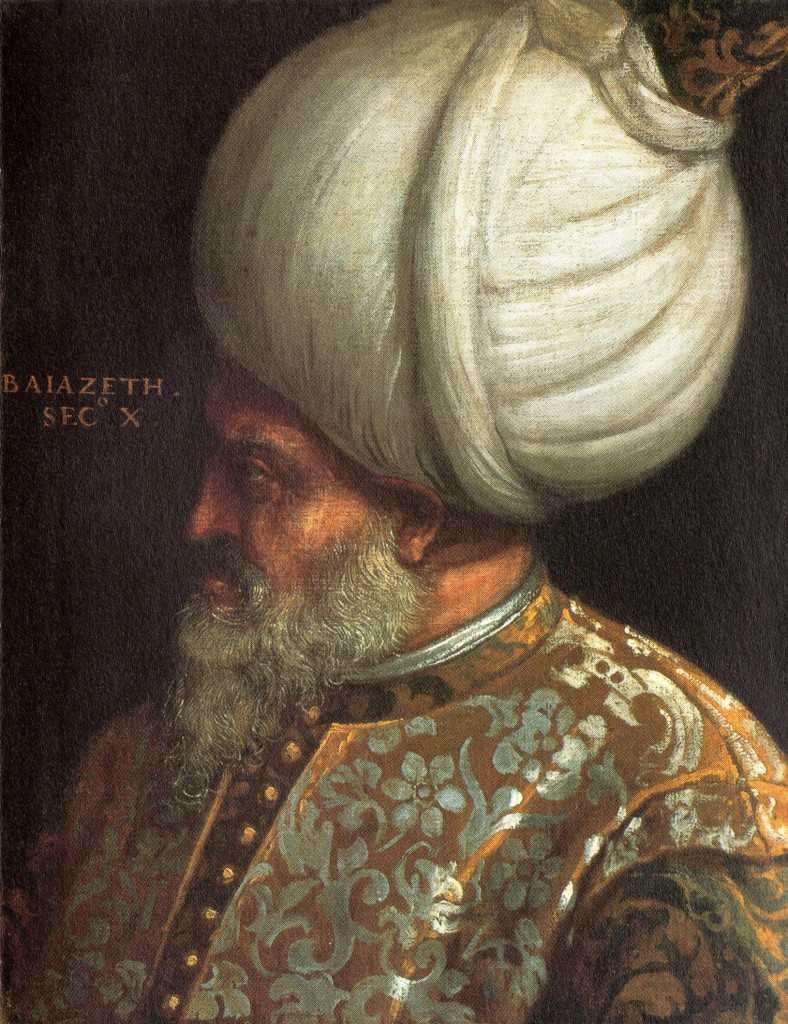
Bájezíd II. (* 3. prosince)

### Svět
- 17. dubna – Baptista Spagnoli, italský římskokatolický kněz řádu karmelitánů († 20. března 1516)
- 21. července – Li Tung-jang, literární kritik, kaligraf, básník a politik čínské říše Ming († 20. srpna 1516)
- 03. prosince – Bajezid II., turecký sultán († 26. května 1512)
- 09. prosince – Čcheng-chua, čínsky císař († 1487)
- 15. prosince – Albrecht IV. Bavorský, bavorsko-mnichovský vévoda († 1508)
- neznámé datum
  - Francesco Bianchi-Ferrari, italský renesanční malíř († 1510)
  - Francesco Raibolini, italský renesanční malíř, zlatotepec a medailér († 5. ledna 1517)
  - Neroccio de’Landi, italský malíř a sochař († 1500)
  - Biagio Rossetti, italský architekt, urbanista a vojenský inženýr z Ferrary († září 1516)

## Úmrtí

### Česko
- Albrecht ze Šternberka a Holešova, moravský šlechtic (* ?)

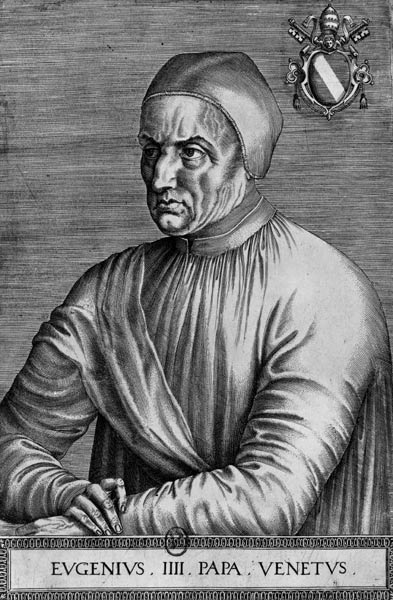
Papež Evžen IV. († 23. února)

### Svět
- 23. února
  - Evžen IV., papež (* 1383)
  - Humphrey z Gloucesteru, anglický šlechtic a regent (* 3. října 1390)
- 06. března – Koleta z Corbie, francouzská světice (* 1381)
- 11. dubna – Henry Beaufort, anglický kardinál a biskup ve Winchesteru (* ? 1374)
- 01. května – Ludvík VII. Bavorský, bavorsko-ingolstadtský vévoda (* 1368)
- 09. srpna – Konrád IV. Starší, biskup vratislavský a kníže niský (* 1384)
- 02. prosince – Vlad II. Dracul, kníže Valašského knížectví (* 30. srpna 1400)
- neznámé datum
  - Masolino da Panicale, italský, pozdně gotický malíř (* 1383)
  - Jean I. Michel, francouzský římskokatolický duchovní (* 1387)
  - Eufemie Mazovská, polská šlechtična a regentka těšínského knížectví (* 1395/98)

## Hlavy států
- České království – Ladislav Pohrobek
- Svatá říše římská – Fridrich III.
- Papež – Evžen IV. – Mikuláš V. – Felix V. (vzdoropapež)
- Anglické království – Jindřich VI.
- Francouzské království – Karel VII.
- Polské království – Kazimír IV. Jagellonský
- Uherské království – Ladislav Pohrobek
- Litevské knížectví – Kazimír IV. Jagellonský
- Říše Inků – Pachacútec Yupanqui
- Byzantská říše – Jan VIII. Palaiologos